# Prêt/emprunt de titres
Le prêt/emprunt de titres est une opération pratiquée sur les marchés financiers consistant à prêter, respectivement emprunter, des titres contre l'engagement de restituer des titres de même nature à une date future, généralement dans quelques jours ou quelques semaines, et moyennant une commission payée par l'emprunteur au prêteur.
L'opération se rencontre aussi, indépendamment des marchés financiers, par exemple pour permettre à une personne d'obtenir un mandat d'administrateur lorsque les statuts prévoient pour cela l'obligation de posséder une ou plusieurs actions de la société.
Les termes du prêt sont régis par un contrat-cadre (agreement), qui oblige l'emprunteur à fournir du collatéral au prêteur, sous la forme d'espèces, de titres du secteur public, ou d'une lettre de crédit pour une valeur au moins égale à celle des titres prêtés.
Le prêt de titres est généralement de courte durée, d'une journée à quelques mois. Il peut aussi être open, c'est-à-dire que l'échéance n'est pas fixée à l'origine. Dans tous les cas, le prêteur a le droit de rappeler les titres (recall) : que les titres soient prêtés ne doit en effet pas contrarier une décision de vente par le gérant.
Toute valeur mobilière peut être prêtée mais en dehors des cas particuliers évoqués ci-dessus, la pratique est généralement limitée aux actions cotées en bourse. Les besoins d'emprunt d'obligations ou de créances négociables sont le plus souvent assurés sous la forme de reverse repo.

## Utilité
L'emprunt de titre est généralement associé à la vente à découvert. L'investisseur ayant un avis négatif sur une valeur sans qu'il la détienne en portefeuille peut effectuer une vente à découvert et assurer la livraison des titres vendus en les empruntant préalablement.
L'emprunt sur une très courte période permet également de suppléer à une défaillance technique ; par exemple, un retard de réception de titres risque de retarder à son tour une livraison dans le cadre d'une autre opération, ou d'entrainer un tirage sur la masse, c'est-à-dire une livraison par prélèvement sur des titres appartenant à la clientèle, une situation généralement prohibée dans les réglementations nationales. L'emprunt permet ainsi à l'établissement financier, teneur de compte, d'assurer des obligations de livraison tout en respectant le principe de ségrégation des comptes.
Le prêteur, quant à lui, trouve dans cette opération une source de rémunération d'appoint. Dès lors qu'il détient des titres dans une perspective de moyen à long terme, il peut prêter les titres sur une période plus courte.
Le cas échéant, prêter des titres permet aussi de couvrir un besoin de financement dans la mesure où le prêteur demande un collatéral en espèces.
Enfin, le prêt de titres contre titres peut être un outil de politique monétaire ; la Réserve fédérale a ainsi mis en place, en pleine crise financière de 2008, une facilité de prêt de titres (Term Securities Lending Facility, ou TSLF) pour permettre aux primary dealers de récupérer des titres de bonne qualité contre des titres moins bien notés, plus difficiles à vendre dans le marché.

## La rémunération
Si le collatéral est apporté en espèces, la rémunération est généralement indexée sur un taux moyen du marché monétaire, comme l'EONIA ou le LIBOR, d'où est retranchée une marge, le rebate. Par exemple, si l'EONIA est à 2 % et que le rebate est de 0,5 %, l'emprunteur des titres, qui est donc prêteur des espèces, reçoit 1,5 % d'intérêts. Le prêteur des titres paie donc 1,5 % les espèces et peut les replacer sur le marché monétaire à 2 %, dégageant un gain de 0,5 %. Dans des situations dites spéciales, comme le corner, la marge peut s'avérer supérieure au taux monétaire et conduire ainsi à une rémunération négative. Si le rebate est de 5 %, le prêteur touche 3 % de l'emprunteur + 2 % sur le marché monétaire, soit un gain de 5 %.
Si le collatéral est apporté en titres, le taux du prêt est généralement fixe, le plus souvent inférieur à 1 %, mais il peut être supérieur, voire très largement supérieur, là aussi, dans les situations spéciales. De façon générale, le taux est d'autant plus élevé que le titre est très demandé, c'est-à-dire d'autant plus que la position courte sur le titre (l'encours des ventes à découvert) est importante.
Si des titres doivent être prêtés sur une durée relativement longue, les parties prévoient une clause de révision du taux de la commission (re-rate), pour refléter les variations dans l'abondance du titre sur le marché, et une clause de révision de l'assiette de la rémunération (re-mark), pour tenir compte de l'évolution propre de l'action sous-jacente.
La rémunération peut être facturée et réglée en une seule fois à la fin du prêt, ou être payable en fin de mois, au prorata du nombre de jours courus.
L'agent prêteur peut se faire rémunérer selon une clef de répartition de chaque commission payée par les emprunteurs, ou selon un forfait, lequel peut dépendre du volume prêté sur une période de référence.

## Le collatéral
Prêter des titres fait courir un risque sur le principal: si l'emprunteur ne les remboursait pas, le prêteur enregistrerait une perte égale à la valeur des titres au moment du prêt.
Le prêteur exige par conséquent un collatéral, sous la forme d'espèces, de titres, ou d'une lettre de crédit. Le contrat-cadre entre prêteur et emprunteur définit le type de collatéral à mobiliser ; telle ou telle devise, s'il est en espèces, telle ou telle catégorie de titres, s'il est en titres. En général, ne sont éligibles comme collatéral que les obligations souveraines d'une sélection de pays, par exemple ceux du G8.
Le prêteur demande un coverage rate, c'est-à-dire une marge supplémentaire : si la valeur des titres prêtés égale 100, un coverage rate de 105 % signifie que les titres reçus en collatéral doivent valoir 105. Le coverage rate permet notamment de couvrir le montant de la rémunération en cas de défaillance de l'emprunteur.
De son côté, l'emprunteur qui fournit du collatéral peut exiger que celui-ci reste immobilisé sur le compte du prêteur pendant la durée du prêt. Sans cette clause explicite, les titres ou les espèces reçus en collatéral peuvent en effet être prêtés à leur tour ou servir de collatéral dans une autre opération. Ils sont rehypothecables, selon ce terme anglais utilisé par les professionnels.
La collatéralisation en titres est plus lourde à gérer que la collatéralisation en espèces et requiert davantage de moyens informatiques. Pour l'emprunteur, il s'agit de sélectionner des titres à proposer comme collatéral en fonction des titres qu'il détient, dans des proportions telles que le gérant ait toujours un matelas de titres disponibles à la vente ; pour le prêteur, il s'agit de vérifier que ces titres proposés soient éligibles au contrat-cadre, voire à sa réglementation nationale. Enfin, prêteur et emprunteur cherchent à éviter une multiplication excessive du nombre de lignes de collatéral qui obèrerait les coûts de gestion.
Tout titre apporté en collatéral reste substituable par un autre pendant la durée de vie des prêts. Une substitution peut être effectuée à l'initiative de l'emprunteur qui rapatrie un titre pour le vendre, ou à l'initiative du prêteur qui cherche à couvrir un défaut de provision.
Comme la valeur des titres prêtés comme reçus en collatéral change tous les jours, prêteur et emprunteur réévaluent quotidiennement l'encours des prêts et du collatéral. Si l'écart est significatif, le prêteur demande un appel de marge, en espèces si le collatéral initial était apporté en espèces, en titres si le collatéral initial était apporté en titres. Cette opération est effectuée par le middle-office du prêteur généralement le matin sur la base des cours de clôture de bourse de la veille.

## Propriété et jouissance des titres
Dans la plupart des législations, l'emprunt de titres emporte transfert de propriété. L'emprunteur gagne ainsi le droit au dividende ou au coupon ainsi que le droit de vote en cas d'assemblée générale. La propriété des titres apportés en collatéral est transférée symétriquement au prêteur. En France, le transfert de propriété a précisément lieu au moment de la livraison : la négociation de l'emprunt prévoit généralement une livraison le jour même, notamment pour les valeurs domestiques, ou le lendemain ouvré, pour les valeurs étrangères.
En principe, le prêteur évite de prêter un titre sur le point de détacher un coupon ou un dividende. En France, le Code monétaire et financier prévoit que les titres ne doivent pas être susceptibles de faire l'objet du détachement d'un coupon ou d'un dividende pendant la durée du prêt. De façon générale, la rémunération du titre doit être économiquement neutre sur le prêt de titres, et le contrat-cadre régissant les opérations de prêt/emprunt stipule que l'emprunteur encaissant un coupon ou dividende le restitue au prêteur. On parle alors d'indemnité compensatrice, ou de dividende manufacturé selon une traduction littérale du terme employé en anglais. Celle-ci est le cas échéant ajustée du prélèvement libératoire ou de la retenue à la source applicable à l'emprunteur selon son statut et son pays de résidence, de telle sorte que la rémunération soit également neutre fiscalement.
L'emprunteur disposant du droit de vote que lui confère la propriété des titres peut ainsi voter à l'assemblée générale et faire prendre à l'entreprise des décisions stratégiques alors qu'il ne court aucun risque économique de ces décisions. Après des abus constatés aux États-Unis, au Royaume-Uni et au Japon, la France envisage une privation automatique de droits de vote à tout emprunteur n'ayant pas rendu public le détail de son emprunt au plus tard le 3e jour précédent l'assemblée générale.

## Organisation du marché
Le prêt-emprunt de titres est une activité très technique, qui requiert des compétences et un dispositif particuliers ; les investisseurs prêtent rarement leurs titres en direct. Certains acteurs se sont donc faits spécialistes de cette activité.
- le prêteur final est le plus souvent une société de gestion de portefeuille, ou un investisseur institutionnel, tel une compagnie d'assurances ; long en titres, car il en détient en grandes quantités sur un horizon relativement lointain, il trouve dans le prêt de titres un revenu d'appoint ;
- l'intermédiaire du prêteur est un broker, au sens américain du terme, c'est-à-dire une maison de titres, ou une banque d'investissement ; s'il ne fait que mettre face à face son client prêteur avec un emprunteur (ou son intermédiaire), sans inscrire, donc, les prêts et emprunts à son bilan, on l'appelle aussi agent prêteur ;
- l'emprunteur est généralement un vendeur à découvert ; les OPCVM, les hedge funds, mais aussi les desks de trading de banques d'investissement, sont ainsi susceptibles d'emprunter des titres ; mais l'emprunteur peut aussi être le service de conservation de titres de toute banque qui anticipe un défaut de provision fortuit chez son dépositaire central ;
- l'intermédiaire de l'emprunteur est le même type de professionnel que l'intermédiaire du prêteur ; l'emprunteur recourt à un intermédiaire d'abord parce que, le plus souvent, il veut préserver son anonymat, condition de succès de sa stratégie de vente à découvert, mais aussi pour se décharger de la gestion administrative.

La sous-traitance de l'activité de prêt ou d'emprunt peut aussi être éclatée entre la fonction de prêt proprement dite, qui consiste à trouver des contreparties et conclure des transactions (le front-office) et les fonctions de contrôle du risque de crédit (pour le prêteur), de règlement/livraison, et de gestion du collatéral (le middle-office). Un établissement peut être sélectionné pour le front-office en raison de la part de marché qu'il détient sur le prêt-emprunt de titres, et un autre sélectionné pour le middle-office en raison, par exemple, des économies d'échelle qu'il a obtenues en mutualisant sa gestion de collatéral avec d'autres segments de marché comme le repo ou les instruments dérivés.
Certains dépositaires, comme les géants State Street et Bank of New York Mellon, proposent aux emprunteurs une offre de collatéral tri-party : l'emprunteur y dépose un volume de titres mobilisables comme collatéral ; l'agent tri-party y puise les titres nécessaires à la collatéralisation des titres empruntés par ailleurs et les vire sur un compte de nantissement ouvert au nom du prêteur ; il procède à des virements complémentaires, à titre d'appels de marge, pour couvrir les variations de valeur entre principal et collatéral, et retourne automatiquement les titres nantis à l'échéance des emprunts ; les middle-office des intermédiaires du prêteur et de l'emprunteur n'ont plus alors qu'à assurer le règlement/livraison du principal.

## Historique
Le prêt de titres est aussi ancien que le marché des titres lui-même. Son usage est pour la première fois avéré lors de la panique bancaire américaine de 1907 : Otto Heinze achète alors massivement des titres de la société qu'il dirige afin d'empêcher des emprunteurs de titres d'honorer leur obligation de remboursement et les rendre ainsi à sa merci. Le prêt de titres se développe significativement aux États-Unis dans les années 1960 ; l'augmentation continue du volume des transactions boursières entrainant celle de la charge de travail dans les back-offices et donc des incidents de règlement/livraison, les brokers se mirent à emprunter des titres sur une courte période, le temps d'apurer leurs suspens.
La France inscrit le prêt de titres dans son droit en 1987 à la fois pour qu'il puisse servir d'outil d'adossement au nouveau Service de règlement différé, conséquence d'une réforme généralisant le règlement/livraison à J+3, et pour doter le marché interbancaire d'un outil de refinancement plus simple que le réméré, une vente générant des plus-values que le rachat ultérieur vient ensuite annuler, et juridiquement plus solide que la pension livrée, instituée alors par le seul Comité de la Réglementation Bancaire. Cependant, le prêt de titres adossé à des espèces, que la loi rend possible, ne détrône pas la pension livrée ; enfin, les dépositaires centraux, Euroclear, Cedel, puis le britannique CREST, développent bien des mécanismes de prêt de titres, mais le service est coûteux, et les banques évitent d'y avoir recours. Les débuts sont donc modestes.
Le marché du prêt de titres se développe à la fin des années 1990 avec l'émergence de la profession des hedge funds et le recours plus fréquent à la vente à découvert. Les banques investissent ce marché,, aux dépens des dépositaires centraux, assurant l'intermédiation entre leurs clients hedge funds, structurellement emprunteurs, et les sociétés de gestion d'actifs, structurellement prêteuses.
La crise financière de 2008 et la mise en cause de la vente à découvert comme facteur de déstabilisation des marchés jouent comme un frein sur le marché du prêt de titres ; soit parce que les pouvoirs publics recommandent aux investisseurs institutionnels de s'abstenir de prêter leurs titres, soit parce que ces derniers sont soucieux de leur image, certains gros acteurs, comme le fonds de pension américain CalPers, annoncent publiquement réduire leurs opérations de prêt de titres.

## Taille du marché
Comme pour tout marché de gré à gré, il n'est pas facile d'en mesurer la taille.
Le comité des paiements et des règlements de titres de la Banque des règlements internationaux conduit, en 1999, la première étude globale de ce marché ; celle-ci estime alors à 1000 milliards de dollars le volume de titres prêtés sur le seul marché américain, qui dépasse de très loin celui de tout autre pays.
Depuis lors, le marché a continué à croître, d'abord aux États-Unis et en Grande-Bretagne, en unisson avec le développement des hedge funds dont la majorité est hébergée dans ces deux pays. Le cabinet Celent estime que plus de 3000 milliards de dollars de titres ont été prêtés en 2006 aux États-Unis et en Europe.
La croissance de ce marché pourrait cependant ralentir sous l'effet des réglementations visant à restreindre la pratique de la vente à découvert.

## L'offre logicielle
Depuis que le marché a pris de l'ampleur, des acteurs technologiques sont apparus et proposent une offre destinée au prêt/emprunt de titres.
Les premiers sont des éditeurs de progiciel, qui assurent le traitement des opérations depuis le Front Office jusqu'à l'alimentation de la comptabilité, tels 4sight et Ion Trading, tous deux britanniques, ou Martini, un produit aujourd'hui au catalogue de SunGard. Ils ciblent les agents prêteurs et agents emprunteurs, qui installent et paramètrent le logiciel selon leurs besoins. Des éditeurs généralistes ont aussi récemment investi ce marché, tels Sophis ou Calypso ou Vermeg.
Les seconds acteurs sont des plateformes de négociation électronique, Equilend (en) et SecFinex. Celles-ci permettent, via une interface web, aux emprunteurs de désigner les titres qu'ils recherchent, et aux prêteurs de diffuser les prix et conditions auxquels ils les proposent, puis de conclure des transactions, alors enregistrées dans une base de données centrale. Si SecFinex est né d'une initiative d'Euronext sur le principe d'une compensation par une contrepartie centrale, quatre acteurs jouent désormais ce rôle, LCH.Clearnet, EuroCCP, BNP Paribas Securities Services et SIX x-clear. Equilend, quant à lui, fonctionne sur le modèle d'un courtier qui se fait rémunérer à la transaction par l'emprunteur.